# Giordano Orsini (Kardinal 1278)
Giordano Orsini (* zwischen 1200 und 1210; † 8. September 1287 in Rom) war ein italienischer Kardinal.

## Leben

### Herkunft und frühe Jahre
Er war der Sohn von Matteo Rosso Orsini, genannt il Grande und Giovanna di Crescenzio Caetani. Erwähnt wird er auch als Jordan Orsini oder Jordan Romanus. Giordano Orsini war der Bruder von Papst Nikolaus III. sowie Onkel der Kardinäle Latino Malabranca Orsini und Matteo Orsini. Der Familie entstammten mit Cölestin III. und Benedikt XIII. zwei weitere Päpste sowie zahlreiche Kardinäle.
Zum 1. September 1271 wird er als Kanoniker des Metropolitankapitels von York und Präbendar in Fenton genannt.

### Kardinalsamt
Im Konsistorium vom 12. März 1278 erhob sein Bruder Papst Nikolaus III. ihn zum Kardinal. Giordano Orsini zeichnete päpstliche Schreiben zwischen dem 3. Februar und dem 28. Juni 1279 sowie zwischen dem 17. September 1285 und dem 11. Juni 1286. Er war Teilnehmer an der Papstwahl 1280–1281, aus der Martin IV. als Papst hervorging. Während dieser Papstwahl wurde er zusammen mit seinem Neffen Kardinal Matteo Orsini von den Einwohnern Viterbos festgesetzt, weil diese der Ansicht waren, die Orsini hätten die Wahl verzögert. Onkel und Neffe wurden jedoch bald wieder freigelassen und nahmen an den abschließenden Wahlhandlungen teil. Er war auch an der Papstwahl 1285 beteiligt, bei der Honorius IV. zum Papst gewählt wurde.
Zwei Jahre später starb Giordano Orsini in Rom während der Sedisvakanz, die auf den Tod von Honorius IV. folgte.